# Макарово (Закарпатская область)
Мака́рово (укр. Макарове) — село в Мукачевской городской общине Мукачевского района Закарпатской области Украины.
Население по переписи 2001 года составляло 1753 человека. Почтовый индекс — 89676. Телефонный код — 3131. Занимает площадь 3,338 км². Код КОАТУУ — 2122785401.